# باتريك فرنسيس شيهان
باتريك فرنسيس شيهان (بالإنجليزية: Patrick Francis Sheehan)‏ (و. 1932 – 2012 م) هو كاهن كاثوليكي نيجيري، ولد في بويل، توفي في دبلن، عن عمر يناهز 80 عاماً.

## مناصب
تولى منصب أسقف كاثوليكي (منذ 6 يناير 1971)
- مطران  [لغات أخرى]‏
- مطران  [لغات أخرى]‏

.